# 1. април
1. април (01.04) је 91. дан у години по грегоријанском календару (92. у преступној години). До краја године има још 274 дана.

## Догађаји
- 286 — Цар Диоклецијан је уздигао свог војсковођу Максимијана у свог савладара са титулом августа и дао му контролу над западним делом Римског царства.
- 457 — Римска војска је изабрала Јулија Валерија Мајоријана за западноримског цара.
- 527 — Византијски цар Јустин I проглашава свог саветника и сестрића Јустинијана I за наследника.
- 1572 — Гези су заузели Брил од Шпанаца и стекли прво упориште на копну у Осамдесетогодишњем рату.
- 1605 — Алесандро Отавијано де Медичи постаје папа Лав XI.
- 1625 — Удружена шпанска и португалска флота је започела поновно освајање Баије од Холанђана у Холандско-португалском рату.
- 1814 — У Лондону инсталиране прве лампе плинског уличног освјетљења.
- 1826 — Самјуел Мори је патентирао мотор са унутрашњим сагоревањем.
- 1873 — Пароброд РМС Атлантик компаније Вајт стар је потонуо код Нове Шкотске, одневши 547 живота у највећој поморској несрећи до тада.
- 1918 — У Уједињеном Краљевству је основано Краљевско ратно ваздухопловство спајањем Краљевског летачког корпуса и Краљевске морнаричке ваздухопловне службе.
- 1924 — Немачки суд осудио Адолфа Хитлера на пет година затвора због покушаја Пивничког пуча.
- 1933 — Тек изабрани нацисти предвођени Јулијусом Штрајхером су организовали једнодневни бојкот свих предузећа у Немачкој у власништву Јевреја.
- 1937 — Аден је постао британска крунска колонија.
- 1939 — Генералисимус Франсиско Франко је означио крај Шпанског грађанског рата након предаје последњих републиканских снага.
- 1945 — Искрцавањем америчких трупа на јапанско острво Окинава почела последња етапа у продирању савезничких снага према Јапану у Другом светском рату. У тој највећој амфибијској операцији на Пацифику учествовало 183.000 војника, 1.727 авиона и 1.321 ратни брод. У борбама окончаним 2. јула погинуло 7.000 америчких и 100.000 јапанских војника.
- 1946 — Првом омладинском радном акцијом у послератној Југославији почела изградња железничке пруге Брчко-Бановићи. У изградњи 90 km пруге учествовало 60.000 младих из целе Југославије.
- 1947 — Павле од Гликсбурга је наследио свог брата Ђорђа II на месту краља Грчке.
- 1948 — Војска под командом просовјетске владе у Источном Берлину су започели копнену блокаду Западног Берлина.
- 1970 — Београдски радио „Студио Б“ почео емитовање програма из зграде новинске куће „Борба“.
- 1975 — Председник Камбоџе Лон Нол побегао у Индонезију пошто су Црвени Кмери опколили главни град Пном Пен.
- 1976 — Стив Џобс и Стив Вознијак су основали фирму Епл.
- 1979 — Иран је постао исламска република након референдума, чиме је званично збачен шах Мохамед Реза Пахлави.
- 1983 — У земљотресу у Колумбији више од 500 људи изгубило живот, а више од 1.500 повређено.
- 1996 — Спајањем банака „Мицубиши“ и „Токио“ у Јапану створена највећа светска банка.
- 1999 — У ваздушним нападима НАТО на Југославију срушен Варадински мост на Дунаву у Новом Саду.
- 2001 —
  - У Београду ухапшен бивши председник Србије и Југославије Слободан Милошевић, под оптужбом да је током десетогодишње владавине злоупотребљавао положај и тиме прибавио личну корист и корист за Социјалистичку партију Србије. Милошевића власти Србије у јуну исте године предале Међународном суду за ратне злочине у Хагу.
  - Амерички шпијунски авион сударио се с кинеским ловцем изнад Јужног кинеског мора, после чега је летелица САД принудно слетела у кинеску војну базу Хајнан. После извињења Владе САД Кинези 13. априла ослободили 24 члана посаде.
- 2002 —
  - У Републици Српској ухапшен и Међународном суду за ратне злочине у Хагу изручен бивши официр Војске Републике Српске Момир Николић, оптужен за масакр над Муслиманима у Сребреници 1995.
  - Израелски тенкови и булдожери упали у више палестинских градова на подручју Западне обале.
- 2003 — Британски суд осудио два Алжирца на једанаест година затвора због прикупљања новца за терористичку мрежу Ал Каида, што је била прва пресуда у Великој Британији за везе са Ал Каидом.
- 2016 — Нападом Азербејџана почели оружани Сукоби у Нагорно-Карабаху (2016).
- 2022 — Осам рудара је погинуло, а двадесет је повређено у руднику „Соко” код Сокобања када је дошло до цурења метана унутар рудника.

## Рођења
- 1809 — Николај Гогољ, руски књижевник. (прем. 1852)[1]
- 1815 — Ото фон Бизмарк, канцелар Пруског краљевства и први канцелар Немачког царства. (прем. 1898)[2]
- 1868 — Едмон Ростан, француски песник и драматург. (прем. 1918)[3]
- 1873 — Сергеј Рахмањинов, руски композитор, пијаниста и диригент. (прем. 1943)[4]
- 1911 — Руди Чајавец, партизански пилот, један од пионира ваздухопловства НОВЈ и народни херој Југославије. (прем. 1942)
- 1920 — Тоширо Мифуне, јапански глумац. (прем. 1997)[5]
- 1924 — Миодраг Петровић Чкаља, српски глумац и комичар. (прем. 2003)[6]
- 1929 — Милан Кундера, француски књижевник. (†2023)
- 1932 — Деби Рејнолдс, америчка глумица, певачица и плесачица. (прем. 2016)[7]
- 1933 — Клод Коен-Тануђи, француски физичар, добитник Нобелове награде за физику (1997).[8]
- 1935 — Војислав Ракоњац Кокан, српски редитељ. (прем. 1969)[9]
- 1939 — Али Макгро, америчка глумица, модел, списатељица и активисткиња за права животиња.[10]
- 1946 — Ариго Саки, италијански фудбалер и фудбалски тренер.[11]
- 1952 — Анет О’Тул, америчка глумица, плесачица и музичарка.[12]
- 1953 — Алберто Закерони, италијански фудбалски тренер.[13]
- 1953 — Оливер Ивановић, српски политичар и економиста. (прем. 2018)[14]
- 1954 — Дитер Милер, немачки фудбалер.
- 1958 — Тита, бразилски фудбалер и фудбалски тренер.[15]
- 1959 — Хелмут Дукадам, румунски фудбалски голман. (прем. 2024)[16]
- 1959 — Маргита Стефановић, српска музичарка, најпознатија као клавијатуристкиња групе Екатарина Велика. (прем. 2002)[17]
- 1961 — Сузан Бојл, шкотска певачица.[18]
- 1961 — Серђо Скариоло, италијански кошаркашки тренер.[19]
- 1965 — Божидар Ђелић, српски политичар и економиста.[20]
- 1970 — Алан Грегов, хрватски кошаркаш.[21]
- 1971 — Метод Мен, амерички хип хоп музичар.
- 1973 — Кристијано Дони, италијански фудбалер.[22]
- 1976 — Дејвид Ојелоуо, енглеско-амерички глумац и продуцент.[23]
- 1976 — Кларенс Седорф, холандски фудбалер и фудбалски тренер.[24]
- 1978 — Мирослава Федерер, швајцарска тенисерка, супруга Роџера Федерера.[25]
- 1980 — Ренди Ортон, амерички рвач и глумац.[26]
- 1985 — Густаво Ајон, мексички кошаркаш.[27]
- 1986 — Дејан Боровњак, српски кошаркаш.[28]
- 1987 — Џена Пресли, америчка порнографска глумица.[29]
- 1988 — Сандра Африка, српска певачица.
- 1995 — Јанис Кузелоглу, грчки кошаркаш.[30]
- 1996 — Зоран Николић, црногорски кошаркаш.[31]
- 1997 — Ејса Батерфилд, енглески глумац.[32]

## Смрти
- 1910 — Андреас Ахенбах, немачки сликар (рођ. 1815)[33]
- 1939 — Антон Семјонович Макаренко, совјетски педагог и књижевник. (рођ. 1888)[34]
- 1965 — Хелена Рубинштајн, козметички магнат. (рођ. 1870)[35]
- 1968 — Лав Давидович Ландау, совјетски физичар, нобеловац. (рођ. 1908)[36]
- 1976 — Макс Ернст, немачки сликар и вајар (рођ. 1891)[37]
- 1984 — Марвин Геј, амерички певач (рођ. 1939)[38]
- 2008 — Светолик Митић, новинар, један од оснивача Телевизије Београд, први дежурни уредник и аутор првог интервјуа ТВ Београд. (рођ. 1923)[39]
- 2010 — Џон Форсајт, амерички филмски и ТВ глумац. (рођ. 1918)[40]
- 2025 — Бојана Андрић, српска и југословенска драматуршкиња, сценаристкиња, историчарка телевизије, телевизијска уредница, ауторка и редитељка. (рођ. 1944)[41]
- 2025 — Алфи Кабиљо, југословенски и хрватски композитор и музичар (рођ. 1935)[42]

## Празници и дани сећања
- Дан шале
- Српска православна црква слави:
  - Свете мученике Хрисанта, Дарију и друге са њима
  - Светог мученика Панхарија